# If I Was a Cowboy
"If I Was a Cowboy" és una cançó de la cantant de country estatunidenca Miranda Lambert. Es va llançar el 15 d'octubre de 2021 com a senzill principal del seu novè àlbum d'estudi, Palomino. La cançó està escrita per Lambert i Jesse Frasure, i produïda per Luke Dick i Jon Randall.

## Llistes

### Llistes setmanals
| Llista (2021-2022)               | Millor posició |
| -------------------------------- | -------------- |
| Canadà (Canadian Hot 100)        | 53             |
| Canadà Country (Billboard)       | 3              |
| US Billboard Hot 100             | 53             |
| US Country Airplay (Billboard)   | 12             |
| US Hot Country Songs (Billboard) | 8              |

### Llistes anuals
| Llista (2022)                    | Posició |
| -------------------------------- | ------- |
| US Country Airplay (Billboard)   | 41      |
| US Hot Country Songs (Billboard) | 33      |

## Certificacions
| Regió               | Certificació | Unitats certificades |
| ------------------- | ------------ | -------------------- |
| Estats Units (RIAA) | Or           | 500.000              |